# 徳丸吉彦
徳丸 吉彦（とくまる よしひこ、1936年12月5日 - ）は、日本の音楽学者。お茶の水女子大学名誉教授、聖徳大学教授、放送大学客員教授。民族音楽、音楽記号学、幼児教育などが専門。

## 経歴
1936年、東京府で生まれた。東京大学文学部美学科、同大学美学藝術学大学院修士課程を修了。フランス・ラヴァール大学に留学し、博士号を取得した。
国立音楽大学助教授の後、お茶の水女子大学教授に就いた。お茶の水女子大学を退任後、名誉教授となった。2004年より放送大学教授、2015年より聖徳大学音楽学部音楽総合学科作曲・音楽研究コース教授。

## 受賞・栄典
- 2020年：『ものがたり日本音楽史』で毎日出版文化賞特別賞を受賞[3]。
- 2022年：瑞宝中綬章を受章[4][5]。
- 2024年：第26回学校図書館出版賞を受賞[6]。『ビジュアル日本の音楽の歴史』(2023年)に対して。

## 研究内容・業績
音楽学のうち、専門は民族音楽学。

## 著書

### 単著
- 『親と子の音楽再入門 聴くことからはじまる』国土社 1979
- 『民族音楽学』放送大学教育振興会 1991
- 『民族音楽学理論』放送大学教育振興会 1996
- 『音楽とはなにか：理論と現場の間から』岩波書店 2008
- 『ミュージックスとの付き合い方 民族音楽学の拡がり』 左右社(放送大学叢書) 2016
- 『ものがたり日本音楽史』岩波ジュニア新書 2019

### 共編著・監修
- 『口頭伝承の比較研究 1』川田順造共編 弘文堂 1984
- 『幼児と音楽 ゆたかな表現力を育てる』大宮真琴共編、有斐閣選書 1985
- 『芸術文化政策 1』利光功共編著、放送大学教育振興会 2002
- 『芸術・文化・社会』青山昌文共編著、放送大学教育振興会 2003
- 『音楽理論の基礎』笠原潔共著、放送大学教育振興会 2007
- 「音楽についてのペルスペクティーヴァ」『知の遠近法 東大駒場連続講義』ヘルマン・ゴチェフスキ編、講談社 2007
- 『完全なる音楽家 初代・米川敏子の音楽と生涯』福田千絵共著、出版芸術社 2007
- 『事典世界音楽の本』高橋悠治・北中正和・渡辺裕共編、岩波書店 2007
- 『幽玄なる響き：人間国宝・山口五郎の尺八と生涯』監修、月溪恒子・徳丸十盟・斎藤完編、出版芸術社 2008
- 『地歌・筝曲の世界 いま甦る初代富山清琴の芸談』田中健次・富山清琴・野川美穂子共編著、勉誠出版 2012
- 『音楽(秘)講座』山下洋輔・茂木大輔・仙波清彦共著、新潮文庫 2014
- 『ビジュアル日本の音楽の歴史』(全3巻) 監修 2023

### 翻訳
- 『芸術の哲学』ヴァージル・C.オルドリッチ（英語版）著、川野洋共訳 培風館 1968
- 『音楽のリズム構造』G.W.クーパー,L.B.メイヤー著、音楽之友社 1968
- 『コンピューターと音楽』H.B.リンカーン編、柴田南雄他共訳、カワイ楽譜 1972
- 『華麗なる旋律 ルビンシュタイン自伝』アルトゥール・ルビンシュタイン著、平凡社 1977
- 『人間の音楽性』J.ブラッキング（英語版）著、岩波書店(岩波現代選書) 1978
- 『音楽行動の心理学』ルードルフ・E.ラドシー,J.デーヴィッド・ボイル著、音楽之友社 1985
- 『ベートーヴェン』メイナード・ソロモン著、勝村仁子共訳 岩波書店 1992－1993
- 『鍵盤を駆ける手 社会学者による現象学的ジャズ・ピアノ入門』D.サドナウ著、卜田隆嗣・村田公一共訳 新曜社 1993

### 出演
- 音楽理論の基礎('07) (放送大学学園東京テレビジョン放送局・放送大学学園東京デジタルテレビジョン放送局、2007年)
- 徳丸吉彦・山口智子対談「邦楽をたのしもう！」第1回(全5回)Youtube
- 日本伝統音楽における変化(平成17年度・軽井沢土曜懇話会第3回)Youtube

## 参考資料
- 「徳丸吉彦名誉教授略歴および業績一覧」『お茶の水音楽論集』5, お茶の水音楽研究会編, 2003年, 164-188頁.

## 関連人物
- 青山昌文[7]